# Horace Mann (1. baronet)
Horace Mann, 1. baronet Mann (ur. ok. 25 sierpnia 1706, zm. 6 listopada 1786 r.) – brytyjski dyplomata.
Był drugim synem bogatego londyńskiego kupca, Roberta Manna (1678–1751). Horace wychowywany był w Chelsea, kształcił się w Eton College i krótko w Clare College w Cambridge. Prawdopodobnie ze względu na problemy ze zdrowiem.
W latach 30. udał się w podróż (Grand Tour) na kontynent w celu poszerzenia swojej wiedzy.
W lutym 1737 roku został sekretarzem brytyjskiego ambasadora przy Wielkim Księciu Toskanii (był nim Charles Fane, 2. wicehrabia Fane. W kolejnych latach, 
pełnił funkcje dyplomatyczne we Florencji: od 1738 do 1740 jako chargé d´affaires, w latach 1740-1764 jako minister, od 1767 jako poseł nadzwyczajny i w końcu jako poseł nadzwyczajny i pełnomocny od 1782 do śmierci. Ze względu na to, że Wielka Brytania nie posiadała przedstawicielstwa w Rzymie, do jego obowiązków należała także kontrola wygnanych Stuartów, którzy tam przebywali.
We Florencji prowadził dom otwarty dla Brytyjczyków. Zorganizował w swej rezydencji teatr.
Nigdy się nie ożenił. 6 listopada 1786 roku zmarł we Florencji.
Horace Walpole spotkał się z nim w 1739 i 1741 roku i korespondował z nim do końca życia.